# Piper formosum
Piper formosum là một loài thực vật có hoa trong họ Hồ tiêu. Loài này được (Miq.) C. DC. miêu tả khoa học đầu tiên năm 1869.